# Coffea schliebenii
Coffea schliebenii är en måreväxtart som beskrevs av Diane Mary Bridson. Coffea schliebenii ingår i släktet Coffea och familjen måreväxter. Inga underarter finns listade i Catalogue of Life.